# سیارک ۵۶۱۰۰
سیارک ۵۶۱۰۰ (به انگلیسی: 56100 Luisapolli، نامگذاری:1999BM14) پنجاه و شش هزار و صدمین سیارک کشف شده‌است که در ۲۴ ژانویه ۱۹۹۹ کشف شد.